# 中村越の戦い
中村越の戦い(なかむらごえ)は戊辰戦争の秋田戦争の中で、赤倉・中村越（現・山形県最上郡真室川町）付近で発生した、新政府軍と旧幕府軍（奥羽越列藩同盟軍）の戦闘の一つである。

## 経緯
慶応4年（1868年）7月26日午後、及位川の橋の上で軍議が行われ、7月28日に秋田領内に侵攻することが決定した。銀山越、雄勝峠、赤倉越、中村越、黒森越の五つのルートがあった。
本道の雄勝峠は天然の要害なので無理攻めはしないで、上山藩と仙台藩と二番大隊の砲半隊を投入して陽攻を行い、右翼の赤倉越・中村越は庄内藩一番大隊、黒森越は米沢藩450名、左翼の銀山越には二番大隊が向かい、旧幕府軍は四つに分かれて進撃した。

## 中村越
庄内軍の松平甚三郎が指揮する一番大隊は、物頭山本丈右衛門率いる松山隊と付従隊と共に赤倉・中村越付近に向かった。赤倉越を確保して野陣を張り、中村越の本隊を支援した。
中村越に向かった本隊は、午前2時過ぎに及位を出発して、塩根川をさかのぼって峠についた。峠の番兵は遁走した。院内の村落を見たときに、前方に新政府軍の胸壁陣地が三箇所あり、先鋒の小隊は銃撃を受けて前進不能に陥った。
一番大隊の猪太夫隊の荻野勝蔵が新政府軍の胸壁陣地に突撃すると、新政府軍は動揺し始めた。猪太夫隊が高みより銃撃すると、新政府軍はこらえきれずに陣地を捨てて敗走した。一番大隊はその夜、中村に宿陣した。

## 黒森越
最右翼の黒森越は、本庄大和率いる米沢藩の藩兵450名が金山の有屋口から攻め、中村に押し下る。米沢兵が来ると新庄藩兵はたちまち敗走してしまった。米沢藩の初の勝利であった。後に、薩長幹部より新庄隊隊長北条左金太は責任を激しく叱責されて、8月1日に自刃した。
赤倉越を越えて、萱原にいた新政府軍の胸壁陣地を発見して、交戦した。薩摩藩と佐賀藩の新政府軍は激しい銃火を浴びせかけ、庄内軍に死傷者が続出する。
庄内軍の代わりに松山軍が戦ったが、死傷者が続出した。旧幕府軍は数時間持ちこたえたが、突破できなかったので引き上げた。庄内軍は戦死者5名、負傷者8名を出した。